# NGC 1651
NGC 1651 est un amas ouvert situé dans la constellation de la Table. Cet amas est situé dans le Grand Nuage de Magellan. Il a été découvert par l'astronome britannique John Herschel en 1834. 
À ce jour, quatre mesures non basées sur le décalage vers le rouge (redshift) donnent une distance de 0,048 ± 0,003 Mpc (∼157 000 al).
Le diamètre apparent de l'amas est de 3,0 minutes d'arc, ce qui, compte tenu de la distance, donne un diamètre réel d'environ 130 années-lumière.

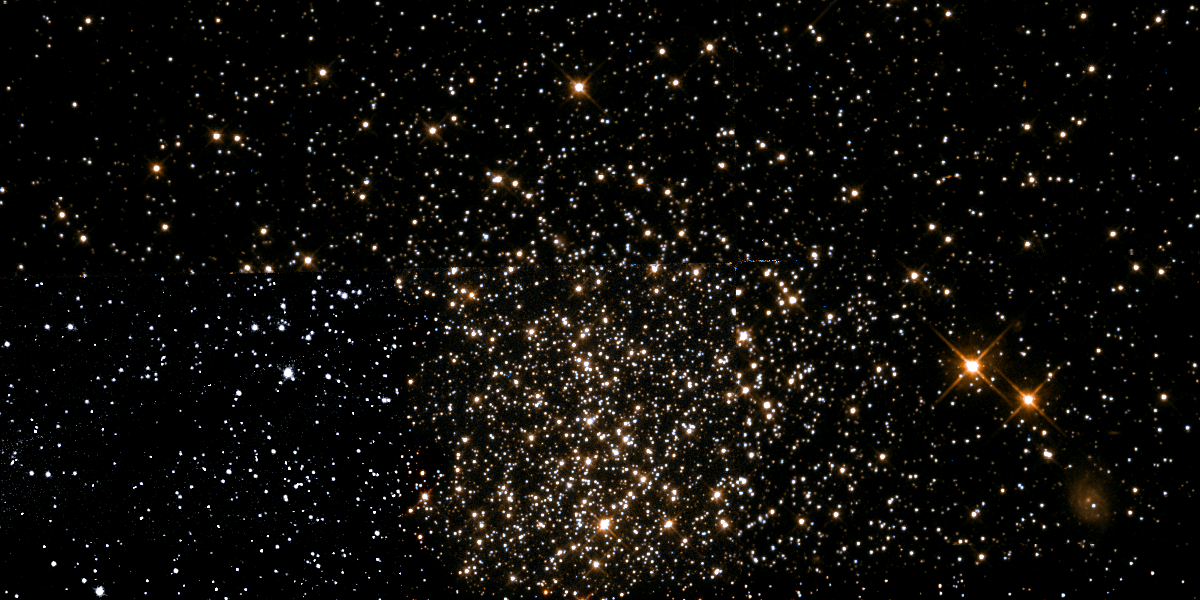
NGC 1651 par le télescope spatial Hubble.